# 坂川

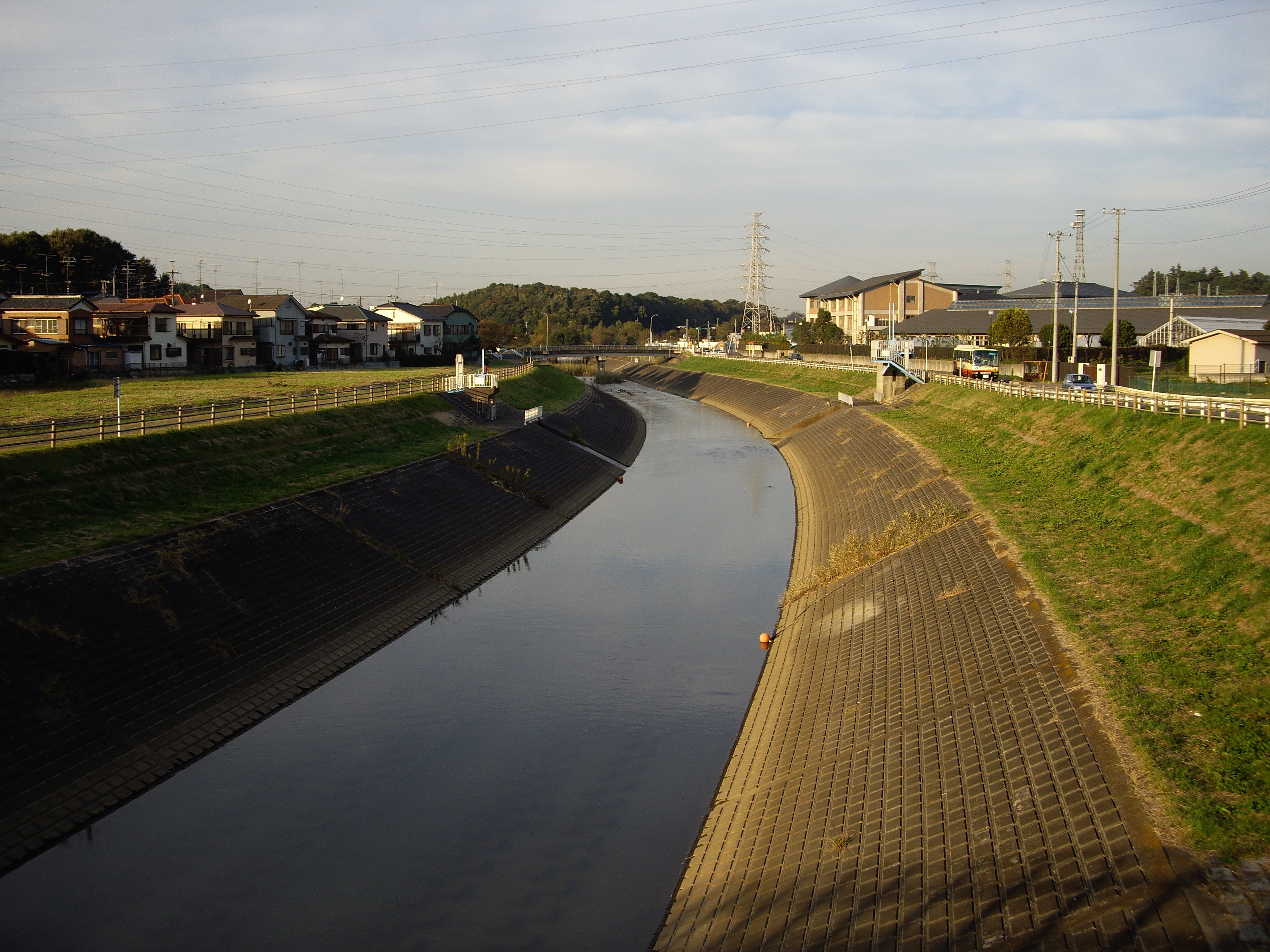
富士見橋より上流方向（千葉県流山市野々下二丁目）

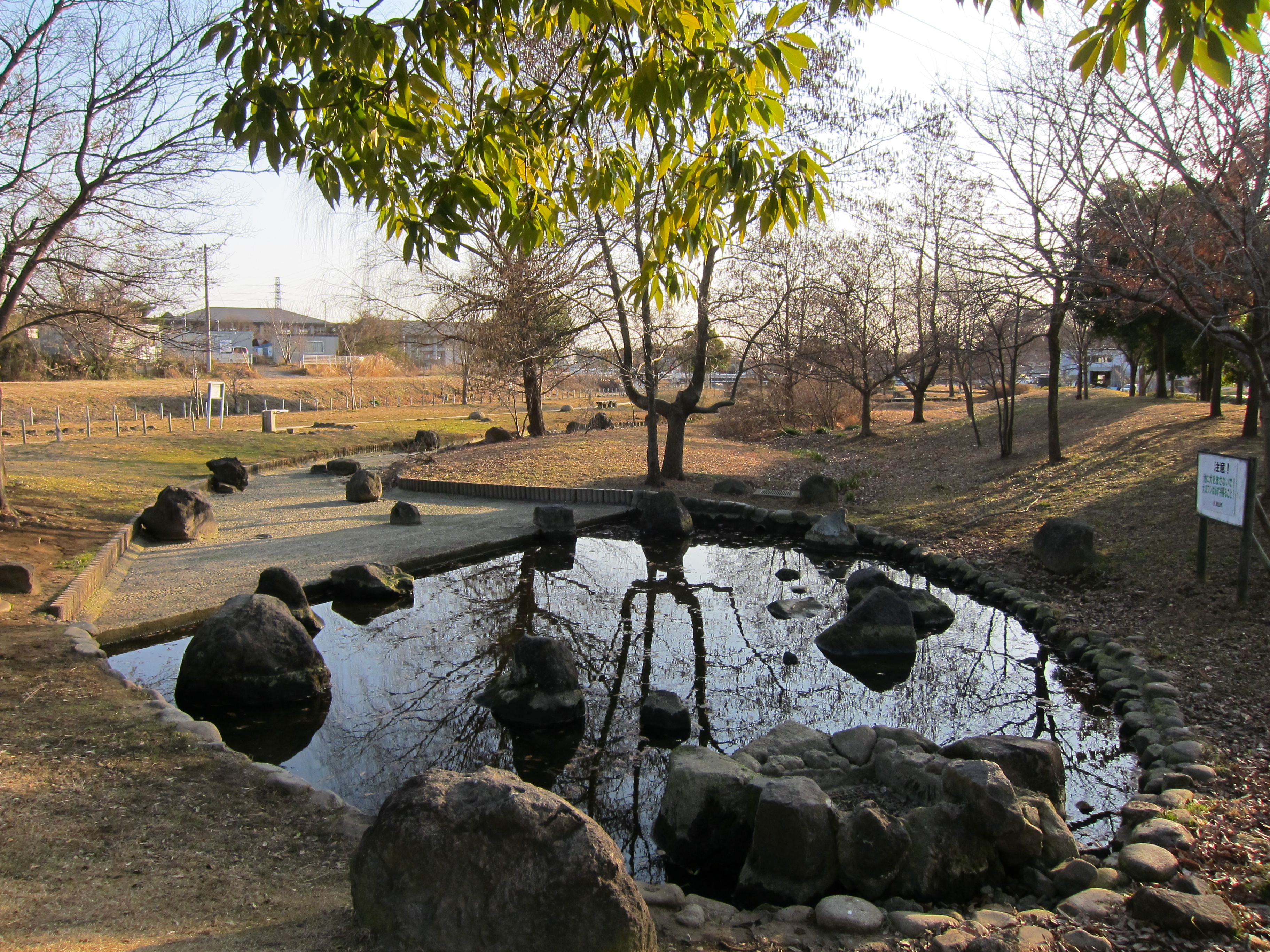
坂川の水源とされる野々下水辺公園（千葉県流山市、冬期のため湧水量がほとんどない）

坂川（さかがわ）は、千葉県北西部を流れる利根川水系の河川。北千葉導水路の一部としても使われている。流山市と松戸市、市川市の三市を流れ、江戸川にそそぐ。下流には、柳原水閘がある。昔は、よく洪水が起きていた。途中では、六間川などと合流している。

## 流路
流山市野々下二丁目付近に水源(大堀川)を発し、南に流れる。上流では、数多くの水路から水を集める。富士見橋付近で西に流路をかえ、支流の富士川と合流する。富士川との合流点から、松戸市横須賀付近まで、この川が流山・松戸の市境となっている。松戸市横須賀付近で、坂川と新坂川に分かれる。その後、松戸市小金付近でまた分流し、多くの水は坂川放水路を介して江戸川にそそぐ。本流坂川は放水路と分離したのち南に流れる。そして、多くの支流と合流し、また分離する（この支流は後述する）。その後何本かの放水路で再び水を江戸川に流したのち、さらに松戸市を南下する。そして、市川市国府台三丁目で、本流が江戸川にそそぐ。全長は16km。

## 沿革
坂川は、昔は逆川（さかがわ）といい、沿岸は沼が点在する、葦のおい茂る低湿地であった。坂川では、1692年（元禄5年）の新田開発により、沿岸（現在の新松戸、旭町、栄町等）に新田ができた。
逆川はそれらの新田に度々洪水を起こし、3年に1度収穫があればよい程度の不作ぶりであった。新田で堰を高くすると上流が洪水になってしまい、そのための争いも起こった。1781年、上郷名主の渡辺庄左衛門充房が国府台下までの掘削を初めて幕府に請願し、1801年に幕府が視察に訪れた。しかし、下郷7ヶ村（古ヶ崎・根本・小山・上矢切・中矢切・下矢切・栗山）が干ばつの心配を恐れ反対し、結局その請願は保留となった。
1812年に渡辺庄左衛門充房が死亡し、翌年、渡辺庄左衛門（寅）のときに一本橋から松戸宿までの掘削が開始された。しかし洪水予防の効果がなく、さらに国府台下までの掘削の請願までも繰り返したため、下郷7ヶ村との対立は続いた。
1833年、渡辺庄左衛門（睦）が国府台下までの掘削の測量を開始したが、これに反対する下郷7ヶ村の村民が反対のため浅間山（松戸市）に立てこもり争いとなる。それが飛び火し、古ヶ崎村から測量に来た百姓に死者まででる事態となった。見かねた奉行所の調停により、1835年から国府台下までの掘削が開始された。これにより洪水被害はやや収まった。
1909年に、樋野口に蒸気機関の当時、東洋一と言われた排水機場が造られた。また、1932年（昭和7年）より新坂川の掘削が開始され、坂川を排水、新坂川を用水として機能するようになり、現在に至る。

## 支流
坂川には数多くの支流が存在する。
その支流の複雑さからgoogle mapに支流の表記が誤って江戸川と表記されたこともある。
- 富士川
- 新坂川
- 六間川
- 横六軒川
- 樋古根川
- 間川
- ふれあい松戸川 - 江戸川河川敷に作られた人造河川[6]。

## 生物
以前は水質が汚かったが、現在はBODが5～7程度ときれいになりつつある。そのため、確認される魚も増えていて、メダカやアユなども確認された。現在は40種類ほどの魚が生息している。
マガモ・カルガモ・キンクロハジロなどの鳥が確認されており大金平橋より上流とその川沿いにはカワセミやキジが生息している。

## 鯉のぼり
坂川では、毎年ゴールデンウィークのとき、坂川の清流化を願い、「坂川に清流を取り戻す会」が中心となって、350匹の鯉のぼりを上げる。これは平成6年から行っており、坂川の馬橋旭橋から松栄橋までの約2km区間にあげられる。

## 橋梁
坂川
- 八木南橋
- 富士見橋
- 御體橋
- 八木乃橋
- 幸田橋
- 大金平大橋（まてばしい通り）
- 大金平橋
- 鰭ケ崎橋
- 流鉄流山線
- 名称不明
- 新横須賀橋（千葉県道280号白井流山線）
- 横須賀橋
- 川向橋
- 武蔵野線
- 差向橋
- 欅通り橋（けやき通り）
- 関の橋 - 坂川放水路が分岐する
- 名称不明
- 幸谷橋
- 坂川橋
- 馬橋旭大橋（いちょう通り）
- 長津道橋
- 清川橋
- 上通橋
- 稲荷橋
- 下通橋
- 栄橋
- 竹乃橋
- 中乃橋
- 捨六町橋
- 三角橋
- 名称不明
- 松栄橋
- 弁天橋
- 合川橋
- 名称不明
- 根本橋（千葉県道5号松戸野田線）
- 水堰橋
- 松の木橋（松ノ木通り）
- 一平橋
- 名称不明
- 堂の口橋
- きつね橋
- 春雨橋（千葉県道5号松戸野田線）
- 坂川5号橋
- 潜龍橋（松戸神社参道）
- 陣屋口橋
- 農道橋
- 不動橋
- 小山樋門 / レンガ橋（千葉県道5号松戸野田線）
- 中之橋
- 小山登校橋
- 新開橋
- 小山橋（千葉県道・東京都道・埼玉県道54号松戸草加線）
- 坂川橋（国道298号）
- 常磐線
- 坂川橋（国道6号）
- 名称不明
- 中矢切橋
- 丘遠橋
- 矢切橋
- 北総鉄道北総線
- 名称不明
- 栗山橋
- 柳原橋・水閘橋
- 名称不明
- 柳原水門

坂川放水路
※松戸市小金、関の橋の下流より分岐し、松戸水門の下流で江戸川に合流する。
- 金切橋
- 仲道橋
- 稲荷大橋
- 神明大橋
- 主水大橋（千葉県道5号松戸野田線）
- 主水中橋
- 主水橋
- 松戸水門